# Catedrala Sfântul Nicolae din Ljubljana
Catedrala Sfântul Nicolae din Ljubljana este un monument istoric din Ljubljana. Edificiul a fost construit în stil baroc după planurile arhitectului Andrea Pozzo.